# دفتر مقابله با مواد مخدر و جرم سازمان ملل متحد
دفتر مقابله با مواد مخدر و جرم سازمان ملل متحد (انگلیسی: United Nations Office on Drugs and Crime)، به اختصار (UNODC)، در سال ۱۹۹۷ توسط دبیرکل سازمان ملل متحد، با هدف کنترل مواد مخدر، پیشگیری از جرم و مقابله با تروریسم جهانی تأسیس شد. مدیر اجرایی این دفتر غاده فتحی والی است.
دفتر مرکزی این نهاد در وین، در کشور اتریش قرار دارد و دارای دفاتر تخصصی منطقه ای است که بیش از ۱۵۰ کشور را تحت پوشش قرارمی‌دهد. برنامه دفتر مقابله با مواد مخدر و جرم سازمان ملل متحد برای ایران در سال ۱۹۹۹ آغاز شد.

## فعالیت‌ها
دفتر مقابله با مواد مخدر و جرم سازمان ملل متحد اقداماتی که منعکس‌کننده سه کنوانسیون بین‌المللی در زمینه کنترل مواد و کنوانسیون‌های مبارزه با جرائم سازمان یافته فرا ملی و فساد است را به اجرا گذاشته‌است.
- فعالیت تحقیقی و تحلیلی در افزایش دانش و فهم مسائل مربوط به مواد مخدر و جرم و گسترش مبانی عینی سیاست گذاری و تصمیمات عملیاتی؛
- فعالیت هنجاری در کمک به دولت‌ها برای تصویب و اجرای معاهدات بین‌المللی ذی‌ربط، توسعه قوانین داخلی دربارهٔ مواد مخدر، جرم و تروریسم و تدارک خدمات ستادی و اساسی برای نهادهای تصمیم گیرنده و پیمان محور؛
- پروژه همکاری فنی ناحیه محور برای ارتقاء ظرفیت دولت‌های عضو در مبارزه علیه مواد مخدر، جرم و تروریسم
- فعالیت‌های قانونی در جهت کمک رسانی به تصویب و اجرای معاهدات بین‌المللی مربوطه، توسعة قوانین داخلی در زمینة مواد مخدر، جرم و تروریسم همچنین نظارت دبیرکل و خدمات بنیادی به هیئت معاهده ای و هیئت‌های حاکمه؛
- تحقیق و فعالیت‌های تحلیلی در جهت افزایش دانش و شناخت در زمینة مسائل مربوط به مواد مخدر و جرم و گسترش مبانی عینی برای تصمیم‌گیری‌های سیاسی و عملیاتی.

## فعالیت در کشورهای بحرانی مواد مخدر
دفتر مقابله با مواد مخدر و جرم سازمان ملل متحد در ایران بر ارائه خدمات کیفی و علمی مدار به کشور پیرامون، سه موضوع مدیریت مرزی و قاچاق غیرقانونی، کنترل اچ آی وی و کاهش تقاضای مواد مخدر و پیشگیری از جرم و عدالت کیفری تأکید دارد. علاوه بر این، این دفتر به عنوان طرف گفتگو همکاری‌های بین مرزی منطقه ای میان کشورهای افغانستان، ایران و پاکستان را ارتقاء می‌دهد تا با چالش‌های جرائم سازمان یافته و قاچاق مواد مخدر به‌طور جدی برخورد شود.

## برنامه کشوری
هدف از چارچوب جدید همکاری و مساعدت دفتر مقابله با مواد مخدر و جرم سازمان ملل متحد ارتقاء و افزایش همکاری بین شرکاء ملی و اهدا کنندگان بین‌المللی در زمینة کنترل مواد مخدر و پیشگیری از جرم است. علاوه بر این، برنامة کشوری جدید دفتر مقابله با مواد مخدر و جرم سازمان ملل متحد، سازمان‌های غیردولتی، کادر آکادمیک، و مؤسسات تحقیقاتی را نیز به عنوان استفاده‌کنندگان اصلی تحت پوشش قرار می‌دهد. این برنامه از سه جزء اصلی تشکیل شده‌است که به شرح زیر هستند:

### مدیریت مرزی و قاچاق مواد مخدر
- کمک و حمایت به مسئولین کشوری در ارتقاء مدیریت مرزی، ظرفیت کنترل مواد مخدر، پیش سازها و محرک‌های از نوع آمفتامین از طریق ابتکارهای بین‌المللی، منطقه ای و ملی؛
- کمک به مسئولین در روند شناسایی و اقدام علیه مأموران و شبکه‌های مواد مخدر و جرائم سازمان یافته.

### کنترل اچ آی وی و کاهش تقاضای مواد مخدر
- کمک به اجرای برنامه‌های جامع کاهش تقاضای مواد مخدر، کنترل اچ آی وی و کاهش آسیب؛
- حمایت از برنامه‌ها برای دسترسی آسان معتادان تزریقی، شرکای جنسی آن‌ها و زندانیان به خدمات درمانی و پیشگیری از ایدز؛
- کمک به بسیاری از مسئولین کشوری و سازمان‌های غیردولتی جهت اجرای راهکارهای ابداعی در زمینة کاهش تقاضای مواد مخدر.

### جرم، عدالت و فساد
- حمایت از روند ملی جهت معرفی چارچوب‌های نظارتی قانونی و سازمانی تحت کنوانسیون سازمان ملل علیه جرائم سازمان یافته فراملی (UNTOC)، از طریق همکاری‌های بین‌المللی و منطقه ای؛
- کمک به سازمان‌های ملی مقابله با فساد در اقدامات مؤثر جهت مقابله با فساد تحت کنوانسیون سازمان ملل علیه فساد (UNCAC).
- کمک به مسئولین ملی در فعالیت جهت مقابله با قاچاق اموال فرهنگی و اشیاء عتیقه طبق استانداردهای بین‌المللی.

## بیستمین سالگرد تأسیس
در ۲۴ سپتامبر ۲۰۱۷ اجلاس بیستمین سالگرد تأسیس دفتر سازمان ملل در مبارزه با مواد مخدر و جرم (UNODC) برگزار شد. آنتونیو گوترش دبیرکل سازمان ملل متحد در این اجلاس بر اهمیت عدالت برای جلوگیری از مناقشات، ترویج صلح و امنیت و دستیابی به اهداف توسعه پایدار (SDGs) تأکید کرد. وی در یک پیام ویدئویی در یک رویداد ویژه به منظور یادبود سالگرد این سازمان، گفت: «من افتخار می‌کنم که پشتیبانی دفتر سازمان ملل در مبارزه با مواد مخدر و جرم (UNODC) برای مبارزه با مواد مخدر، جرایم سازمان یافته، تروریسم و فساد اداری به کشورها کمک می‌کند.»
گوترش به‌طور خاص، دربارهٔ روابط رو به رشد بین جرایم سازمان یافته بین‌المللی و تروریسم که باعث تشویق قاچاق دارایی‌های فرهنگی و تأمین مالی تروریست‌ها می‌شود، هشدار داد.